# Stanisław Podgórski
Stanisław Podgórski (* 1882 Kałusz bei Stanisławów; † 1964 Nowy Wiśnicz) war ein polnischer Landschaftsmaler und Kunstlehrer.

## Leben
Er studierte von 1901 bis 1905 sowie von 1907 bis 1909 an der Kunsthochschule Krakau bei Leon Wyczółkowski, Florian Cynk, Józef Pankiewicz und Jan Stanisławski sowie in den Jahren 1906 und 1907 an der privaten Pariser Kunstakademie Académie Colarossi. Podgórski war ein Mitglied der Krakauer Künstlergesellschaft „Sztuka“ (deutsch: Kunst) und er gab Unterricht in der Landschaftsmalerei als Privatlehrer. Dieses Fach unterrichtete er in den Jahren 1911 und 1912 auch an der Maria Niedzielska-Kunstschule für Frauen in Krakau. Zwischen den beiden Weltkriegen lebte er in Krakau, Warschau und Lemberg. Seit 1926 leitete er eine Galerie im Kunsthaus in Lemberg und ab 1948 war er Leiter der staatlichen Oberschule für Kunsthandwerk (Państwowe Liceum Technik Plastycznych) in Nowy Wiśnicz.
Podgórski malte seine Landschaftsbilder überwiegend in Öl und an Außenplätzen. Besonders seine Ansichten des Tatra-Gebirges sind bekannt geworden. Er vereinfachte seine Motive und achtete wenig auf Details. Nach Dobrowolski war er ein typischer Vertreter der Schule Stanisławskis:

„... pewnej zdawkowość traktowania tematów, tym więcej, że koloryt studiów, dość słabo zróżnicowany, był pozbawiony siły i graniczył prawie z anemią.“

„... einige Banalität in der Behandlung der Themen, umso mehr, als die Farbgebung der Studien ziemlich schwach differenziert, kraftlos, fast anämisch war.“

Seine Gemälde erfreuten sich dennoch großer Beliebtheit. Sie wurden mehrfach bei der Gesellschaft der schönen Künste in Krakau, bei der Gesellschaft der schönen Künste in Warschau wie auch im Ausland ausgestellt. Bilder wurden von den Nationalmuseen in Breslau, Krakau, Posen und Warschau sowie vom Königsschloss in Warschau angekauft. Auch die polnische Nationalbank ist im Besitz eines seiner Werke.